# Timàlia orelluda
La timàlia orelluda (Stachyris leucotis) és un ocell de la família dels timàlids (Timaliidae).

## Hàbitat i distribució
Viu entre la malesa del bosc a les terres baixes al sud de Tailàndia, Malaia, nord-oest de Sumatra i Borneo.